# Електрична стала
Електрична стала — запроваджена у Міжнародній системі величин (ISQ), на основі якої  побудована Міжнародна система одиниць (SI), як коефіцієнт пропорційності між напруженістю електричного поля й вектором електричної індукції у вакуумі. Звідси й застаріла назва — діелектрична проникність вакууму. Також називають електричною проникністю вільного простору або пустого простору. Електрична стала не має безпосереднього фізичного змісту. Фізичний зміст має лише добуток електричної та магнітної сталої, який обернено пропорційний квадрату швидкості світла у вакуумі.  
Позначається {\displaystyle \varepsilon _{0}}.
Значення електричної сталої {\displaystyle \varepsilon _{0}=8.8541878176\cdot 10^{-12}} Ф/м.

## Термінологія
Так склалося історично, що стала {\displaystyle \varepsilon _{0}} була знана під багатьма різними іменами. Вираз «електрична проникність вакууму» («vacuum permittivity»), або його варіанти, такий як «електрична проникність у вакуумі/ вакууму» («permittivity in/of vacuum»), «електрична проникність порожнього простору» («permittivity of empty space»), або «електрична проникність вільного простору» («permittivity of free space» є широко розповсюджені. Організації по стандартизації фізичних величин по всьому світові сьогодні використовують термін «електрична стала» («electric constant»), як загальновизнаний вираз для позначення цієї величини, і офіційна документація в більшості організацій визнала цей термін (хоч вони продовжують використання старих термінів як синонімів).
Іншим історичним синонімом був «діелектрична константа вакууму» («dielectric constant of vacuum»), або скорочено «діелектрична константа» («dielectric constant»), який часто використовували в минулому для абсолютної проникності. Проте в сучасному використанні "діелектрична константа" типово належить до величини відносна електрична проникність {\displaystyle \varepsilon /\varepsilon _{0}}, але навіть це вживання уже "вийшло з використання" деякими організаціями по стандартизації у порівнянні з відносна електростатична проникність. Звідси також випливає те, що термін "діелектрична вакуумна константа" ("dielectric constant of vacuum") для електричної сталої {\displaystyle \varepsilon _{0}} також вийшов із вживання у більшості сучасних авторів, хоч деякі випадки його використання ще мають місце.
Недавно усталений вираз "електрична стала" уникає використання слова "проникність" в імені {\displaystyle \varepsilon _{0}}, і також як додаток використовує "вільний простір" або "вакуум" (що не є такою простою добавкою, як це може здатися). Термін "електрична стала" уникає припущення того, що {\displaystyle \varepsilon _{0}}, яка є похідною величиною, основаною на величині c0 та {\displaystyle \mu _{0}}, як це було вказано вище, є "властивість" чогось фізично досяжного. 
Для замітки, сталу можна позначати як {\displaystyle \varepsilon _{0}}, так і {\displaystyle \epsilon _{0}}, використовуючи обидва звичайні гліфи для літери епсилон.

## Використання у інших системах величин
В системі ISQ швидкість світла у вакуумі {\displaystyle c} позначають іншим символом  з таким значенням: {\displaystyle c_{0}{\overset {\underset {\mathrm {def} }{}}{=}}299792458} м · с-1 (NIST визначення метра [Архівовано 3 травня 2019 у Wayback Machine.]:  переглянь останнє твердження), а також магнітну сталу {\displaystyle \mu _{0}}, яка визначена як
{\displaystyle 4\pi \cdot 10^{-7}} Гн · м-1 (NIST визначення ампера [Архівовано 25 квітня 2017 у Wayback Machine.]: переглянь останнє твердження), що приводить до електричної сталої визначеної у вільному просторі такою формулою: 
{\displaystyle \varepsilon _{0}{\overset {\underset {\mathrm {def} }{}}{=}}{\frac {1}{\mu _{0}{c_{0}}^{2}}}\approx 8.854\ 187\ 817\ldots \times 10^{-12}}А2с4 кг-1м-3 в системі SI або Кл2Н−1м−2 або Ф м−1, використовуючи похідні фізичні одиниці.{\displaystyle \approx 5.526\ 35\ \ldots \times 10^{7}} е1В-1м-1, конвертуючи до
елементарного електричного заряду. (Ця величина взята з NIST {\displaystyle \varepsilon _{0}} [Архівовано 3 червня 2016 у Wayback Machine.]. Підсумок для цих визначень представлений в Звіті 2006 CODATA.) Три крапки «…» зовсім не означають дослідну невизначеність, а лише довільне переривання ірраціонального числа.
Цю величину також називають багатьма іншими іменами, включаючи електрична проникність вільного простору (permittivity of free space),
або пустого простору, або виразом вакуумна діелектрична стала (dielectric constant of vacuum)
(хоч цей вираз і є дещо неоднозначний для сучасного використання, як це буде показано нижче).
В інших системах електромагнітних величин цей параметр рівний {\displaystyle \varepsilon _{0}=1}. Це справедливо для Системи Гауса, Система одиниць Лоренца-Хевісайда, а також дехто використовує Природну систему одиниць (тоді як інші вибирають значення {\displaystyle \varepsilon _{0}=1/4\pi },  наприклад, в електростатичній системі СГС).
Стала Кулонівської сили (Coulomb force constant) або електростатична ста (electrostatic constant) ke може бути виражена як (глянь Закон Кулона):
{\displaystyle k_{e}{\overset {\underset {\mathrm {def} }{}}{=}}{\frac {1}{4\pi \varepsilon _{0}}}={\frac {\mu _{0}{c_{0}}^{2}}{4\pi }}=8.987\ 551\ 787\ldots \times 10^{9}\approx 9\cdot 10^{9}} Кл−2Н1·м2
{\displaystyle \approx 1.439\ 96\ \ldots \times 10^{-9}} e-1В1м1.

## Введення електричної сталої
Електрична стала була введена в Міжнародній системі величин, яка є сукупністю добре відомих науковцям, технологам та інженерам величин і рівнянь фізики. Особливістю цієї системи для електромагнітних величин є введення електричної сталої {\displaystyle \varepsilon _{0}} (застаріла назва — «діелектрична проникність вакууму») та магнітної сталої {\displaystyle \mu _{0}} (застаріла назва — «магнітна проникність вакууму»). Ці сталі мають розмірності та значення, відмінні від одиниці, і такі, що {\displaystyle \varepsilon _{0}\cdot \mu _{0}=1/c^{2}}, де {\displaystyle c} — швидкість світла у вакуумі. Закон Кулона для сили взаємодії двох частинок з електричними зарядами {\displaystyle q_{1}} та {\displaystyle q_{2}}, відстань між якими {\displaystyle r}, має вигляд:
{\displaystyle \mathbf {\vec {F}} ={\frac {1}{4\pi \varepsilon _{0}}}{\frac {q_{1}q_{2}{\vec {r}}}{r^{3}}}}.
Відповідне рівняння для сили магнітної взаємодії між елементами струмів {\displaystyle I_{1}d{\vec {r_{1}}}} та {\displaystyle I_{2}d{\vec {r_{2}}}} двох нескінченно тонких провідників задається виразом:
{\displaystyle {\vec {F}}={\mu _{0}I_{1}I_{2} \over 4\pi }{\frac {[d{\vec {r_{1}}},[d{\vec {r_{2}}},{\vec {r}}]]}{r^{3}}}}.
Ці рівняння в Міжнародній системі величин відрізняються від рівнянь для електромагнітних величин в різних варіантах системи СГС, в яких {\displaystyle \varepsilon _{0}} і {\displaystyle \mu _{0}} — безрозмірнісні величини зі значенням рівним 1, а коефіцієнт  {\displaystyle 4\pi } в знаменнику відсутній.
Міжнародна система величин та система СГС еквівалентні для багатьох розділів фізики, але в електродинаміці в Міжнародній системі виникають величини, успадковані з теорії ефіру як матеріального середовища, які не мають безпосереднього фізичного змісту — електрична та магнітна сталі. Внаслідок цього напруженість  електричного поля {\displaystyle {\vec {E}}} та електрична індукція {\displaystyle {\vec {D}}}, напруженість магнітного поля {\displaystyle {\vec {H}}} та магнітна індукція {\displaystyle {\vec {B}}} мають різні розмірності. У вакуумі це призводить до неприродного «роздвоєння» напруженості та індукції електричного та магнітного полів. У матеріальних середовищах запроваджується непотрібне розділення електричної та магнітної проникності на відносну й абсолютну.
Теорія відносності показала, що поділ електромагнітного поля на електричне та магнітне відносний, оскільки залежить від вибору системи відліку. Виявилося, що вектори {\displaystyle {\vec {E}}} та {\displaystyle {\vec {B}}} об'єднуються в один антисиметричний тензор четвертого рангу, а вектори {\displaystyle {\vec {D}}} та {\displaystyle {\vec {H}}} — в інший. Оскільки у компонент одного тензора має бути однакова розмірність, необхідно, щоб усі чотири вектори напруженості та індукції мали однакову розмірність. Міжнародна система величин цій вимозі не відповідає.
Все зазначене може дати підстави для введення неправильних уявлень про суть електричного та магнітного полів, створює певні труднощі при викладанні фізики.

## Проникність вакууму
Вільний простір, або вакуум є типова ідеалізація, що приймають на віру (оскільки є аксіома) в різноманітних фізичних теоріях, і тому реальна система до нього може лише "наближатися", хоч він і є фізично недосяжним. Досяжний вакуум називається частковим вакуумом (partial vacuum).

Електрична проникність вільного простору за визначенням є {\displaystyle \varepsilon _{0}}. Іншими словами, відносна електрична проникність вільного простору є 1 за визначенням. Припускаючи, що вільний простір є недосяжний, величину метр визначають з фіксованого значення c0, і ампер визначають через фіксоване значення {\displaystyle \mu _{0}}. Таким чином, фіксуючи і {\displaystyle \varepsilon _{0}} одночасно. (Для детальнішого ознайомлення з даним предметом вибору незалежних одиниць зазирну до Джексона.)
На відміну від вакууму класичної фізики, сучасна фізика вакууму належить до т.з. вакуумного стану або квантового вакууму, котрий є «без сумніву простим пустим простором». Таким чином, вільний простір не є синонім до фізичного вакууму. Для детальнішого розгляду переглянь статтю про вільний простір та вакуумний стан.
Посилання на частковий вакуум, котрий використовують в лабораторіях для встановлення еталонів в системі SI, виникає завпитання наскільки частковий вакуум є адекватним до вільного простору і які корекції (якщо необхідно) потрібно зробити для отриманих дослідних результатів. Наприклад, корекцій стосовно ненульового тиску, що обов"язково.
Досліди повинні враховувати нові властивості вакуумного стану,  передбачені корекції на дату є настільки малі, що вони не впливають на «необхідні корекції, які повинні бути використані для врахування актуальних умов» при встановленні еталона метра чи ампера.
Для розгляду останніх досягнень в галузі часткового вакууму, переглянь статтю
ультрависокий вакуум та вільний простір.

## Зауваження
Потрібно відзначити, що існує досить упереджене ставлення до магнітної та електричної сталих з боку прихильників системи СГС, яке має коріння в ранньому етапі становлення системи ISQ. В ті часи і магнітну, і електричну сталі визначали чисто формально, як розмірні числові множники, що залежать від числа «пі» у вигляді:
{\displaystyle \varepsilon _{0}^{*}={\frac {1}{36\pi \cdot 10^{9}}}=8,841941283\cdot 10^{-12}}Ф/м.
Відношення сучасної електричної сталої, до раніше штучно введеної, таке :
{\displaystyle \delta ={\frac {\varepsilon _{0}}{\varepsilon _{0}^{*}}}=1,000692286},
тобто не дуже сильно відмінне від сьогочасного значення, яке визначене через швидкість світла у вакуумі. Звідси також «ростуть корені» несприймання т.з. хвильового опору вакууму, який у давніх позначеннях був:
{\displaystyle Z_{W0}={\sqrt {\frac {\mu _{0}}{\varepsilon _{0}^{*}}}}=120\pi =376,9911184} Ом,
тобто майже ціле число 377 Ом. Насправді сучасне значення цього опору рівне 376,730313 Ом і воно визначене швидкістю світла у вакуумі.